# Metaphorical Music
Metaphorical Music är Nujabes första soloalbum. Det innehåller en kombination av hiphop och jazz, och presenterar artister som Shing02, Substantial, Five Deez och Cise Starr (från CYNE).

## Låtlista
| Nr           | Titel                                             | Längd |
| ------------ | ------------------------------------------------- | ----- |
| 1.           | Blessing It (Remix) (med Substantial & Pase Rock) | 3:23  |
| 2.           | Horn in the Middle                                | 4:08  |
| 3.           | Lady Brown (med Cise Starr)                       | 3:18  |
| 4.           | Kumomi                                            | 3:53  |
| 5.           | Highs 2 Lows (med Cise Starr)                     | 4:38  |
| 6.           | Beat Laments the World                            | 4:22  |
| 7.           | Letter from Yokosuka                              | 3:10  |
| 8.           | Think Different (med Substantial)                 | 3:17  |
| 9.           | A Day by Atmosphere Supreme                       | 3:59  |
| 10.          | Next View (med Uyama Hiroto)                      | 4:35  |
| 11.          | Latitude (Remix) (med Five Deez)                  | 3:56  |
| 12.          | F.I.L.O. (med Shing02)                            | 3:31  |
| 13.          | Summer Gypsy                                      | 4:19  |
| 14.          | The Final View                                    | 3:35  |
| 15.          | Peaceland                                         | 8:19  |
| Total längd: | Total längd:                                      | 62:30 |